# 張與可
張與可（16世紀—17世紀），號同虚，四川重慶府涪州人，明朝政治人物。

## 生平
張與可是萬曆十年（1582年）壬午科四川鄉試舉人，萬曆十七年（1589年）成進士，大理寺觀政，六月獲授湖廣京山縣知縣，八月丁憂歸。二十年五月復除浙江諸暨知縣，但除授未到任就已經請求改任教職，二十二年升國子監助教，二十四年升户部主事，二十五年管南新倉，二十七年（1599年）陞為戶部員外郎、郎中，二十九年外任河南歸德府知府，三十二年升本省按察司副使，捐資鑿平龜龍關，又倡議捐款在沙溪溝建橋，獲知州韓邦哲送贈匾額「永賴」紀念。三十四年准致仕。

## 家族
曾祖张㻅。祖父张鋌。父张一得，生员。

## 引用
1. ↑  《萬曆十七年己丑科進士履歷》：张与可，同虚，易四房，壬戌八月初一日生。涪州人，壬午鄉試，三甲六十一名。大理寺政，六月授湖廣京山知縣，八月丁憂，壬辰五月復除诸暨縣，甲午升國子監助教，丙申升户部主事，丁酉管南新倉，己亥升员外，本年升郎中，辛丑升归德知府，甲辰升本省付使，丙午准致仕。
2. 1 2  同治《涪州志·卷十·人物志》：張與可，按察司副使，龜龍關灘勢洶湧常覆舟，捐貲鑿削患稍息；沙溪溝春水暴漲，衝溺無算，倡捐建橋，州牧韓公額以永賴。
3. ↑  同治《涪州志·卷七·選舉志》：（萬曆）壬午科（舉人）……張與可 見甲科
4. ↑  康熙《涪州志·卷二》：進士 明……張與可 萬曆己丑科，任河南副使
5. ↑  王畿《慕蓼王先生樗全集》：〈乞改教職疏〉：……又查得先年浙江紹興府諸暨縣知縣張與可、本年廣西慶遠府宜山縣知縣劉思忠俱除授未經到任，奏蒙欽賜准授教職……
6. ↑  《明神宗顯皇帝實錄·卷三百三十》：（萬曆二十七年正月癸卯）……陞員外九員……張與可、王志遠戶部……